# Parabola del buon samaritano

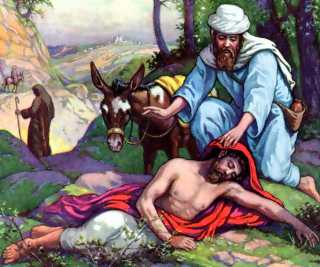
Illustrazione della parabola del buon samaritano.

La parabola del buon samaritano è una parabola di Gesù, narrata nel Vangelo secondo Luca 10,25-37 che mette in risalto la misericordia e la compassione cristiana da mostrare verso il nostro prossimo, chiunque esso sia. 
con tutto il tuo cuore, con tutta la tua anima, con tutta la tua forza e con tutta la tua mente e il prossimo tuo come te stesso». E Gesù: «Hai risposto bene; fa' questo e vivrai». Ma quegli, volendo giustificarsi, disse a Gesù: «E chi è il mio prossimo?». Gesù riprese:
«Un uomo scendeva da Gerusalemme a Gerico e incappò nei briganti che lo spogliarono, lo percossero e poi se ne andarono, lasciandolo mezzo morto. Per caso, un sacerdote scendeva per quella medesima strada e quando lo vide passò oltre dall'altra parte. Anche un levita, giunto in quel luogo, lo vide e passò oltre. Invece un Samaritano, che era in viaggio, passandogli accanto lo vide e n'ebbe compassione. Gli si fece vicino, gli fasciò le ferite, versandovi olio e vino; poi, caricatolo sopra il suo giumento, lo portò a una locanda e si prese cura di lui. Il giorno seguente, estrasse due denari e li diede all'albergatore, dicendo: Abbi cura di lui e ciò che spenderai in più, te lo rifonderò al mio ritorno. Chi di questi tre ti sembra sia stato il prossimo di colui che è incappato nei briganti?». Quegli rispose: «Chi ha avuto compassione di lui». Gesù gli disse: «Va' e anche tu fa' lo stesso».»
(Vangelo secondo Luca, 10, 25-37)

## Particolari per la comprensione della parabola
I sacerdoti erano religiosi che officiavano nel tempio a Gerusalemme. I leviti erano coloro i quali frequentavano assiduamente il tempio collaborando alla vita del tempio stesso con varie mansioni,  anch'essi, come i sacerdoti, erano ritenuti da tutti molto religiosi.
I quattro personaggi principali della parabola: vittima (giudeo), sacerdote (giudeo), levita (giudeo), e samaritano (I samaritani erano un popolo idolatra che, anche occupando le terre d'Israele, non ne conoscevano il culto all'Eterno ed erano odiati dai giudei; inoltre, quando gli ebrei tornarono dall'esilio babilonese, si opposero alla ricostruzione del Secondo Tempio di Gerusalemme), discendono da Gerusalemme in direzione di Gerico. Fra samaritani e giudei non correva buon sangue, si disprezzavano a vicenda. Il disprezzo era tale, come mostrato dal racconto di (Giovanni 4,9), che le relazioni fra i due popoli erano molto tese (Ma la Samaritana gli disse [a Gesù]: «Come mai tu, che sei Giudeo, chiedi da bere a me, che sono una donna samaritana?» I Giudei infatti non mantengono buone relazioni con i Samaritani - CEI 1974).
L'eroe della parabola è un samaritano sebbene proprio questo popolo avesse rifiutato Gesù durante la prima tappa del suo viaggio verso Gerusalemme (Luca 9,51-52).
Secondo Ippocrate, olio e vino erano i medicamenti dell'epoca per curare le ferite. Due denari erano una somma sufficiente per pagare due settimane di permanenza in una locanda.

## Contesto

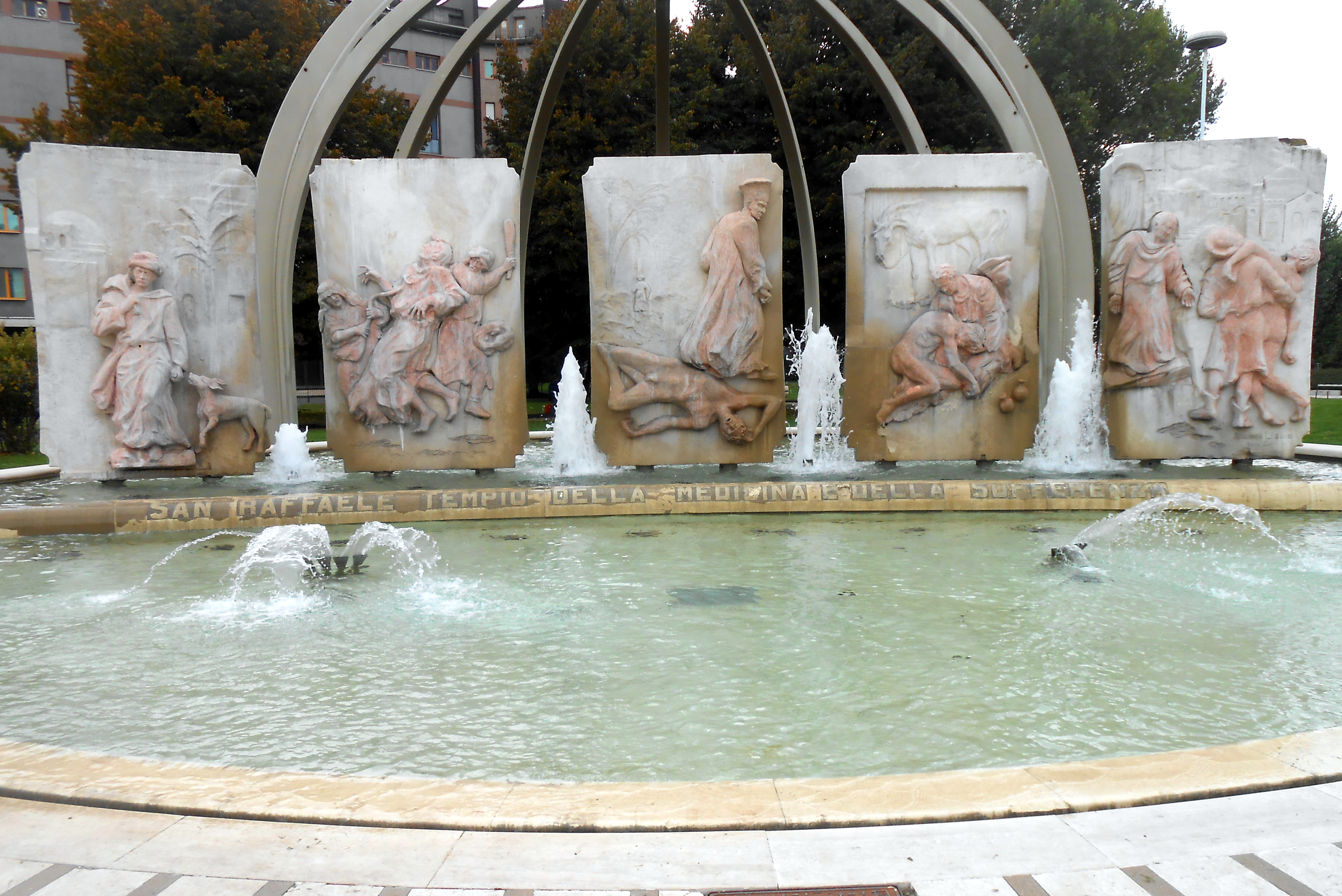
"La Parabola" scolpita in cinque pannelli all'Ospedale San Raffaele - Milano

Il racconto comincia quando un dottore della Legge domanda a Gesù che cosa è necessario per ottenere la vita eterna, con lo scopo di metterlo in difficoltà. Gesù, in risposta, chiede al dottore cosa dice la legge di Mosè a tale proposito. Quando il dottore cita la Bibbia, e precisamente: "amerai il Signore tuo Dio con tutto il cuore, con tutta l'anima e con tutte le forze" (Deuteronomio 6,5) e la legge parallela "amerai il tuo prossimo come te stesso" (Levitico 19,18), Gesù dice che ha risposto correttamente e lo invita a comportarsi di conseguenza.

A questo punto il dottore chiede a Gesù di spiegargli chi è il suo prossimo. Gesù gli risponde con la parabola.
Al termine della parabola Gesù chiede al dottore della legge chi dei tre sia stato "il prossimo"  dell'uomo derubato. Il dottore non risponde direttamente "il samaritano" ma indirettamente "chi ha avuto compassione di lui".
Gesù conclude: "Va' e anche tu fa' lo stesso".  La risposta dello Scriba è essa stessa un "miracolo", infatti si discuteva su quale fosse il comandamento più importante e la conclusione nota a tutti era il riposo del Sabato, riposo che anche Dio osserva. Per questo l'osservanza del sabato equivaleva all'osservanza dell'intera legge. Gesù non osserva i Sabato e trasgredisce pubblicamente tale comandamento. La risposta dello scriba è sorprendente , infatti, tralasciando il Deuteronomio, essa è parte della preghiera che tutti i giorni (Shemà Israel) mattina e sera entra nella liturgia ebraica, senza "l'ascolta Israele", ovvero rivolgendola al mondo intero. "Amerai il tuo prossimo come te stesso" è invece uno dei tanti precetti nemmeno tanto conosciuti. Ma il problema sullo sfondo è l'osservanza o meno della legge che si riteneva venisse da Dio. Infatti il Sacerdote ed il Levita evitano di toccare un morto o il sangue che li avrebbe resi "impuri". Tra L'uomo e la legge che si credeva venisse da Dio scelgono la Legge senza esitare. Il Samaritano ebbe "compassione", una azione propria di Dio e, incurante della legge e dei precetti salva quella persona. Come dire che Dio, tra la legge e il benessere dell'Uomo sceglie l'uomo ed agisce anche attraverso quelli che consideriamo indegni e nemici. Per questo la compassione diventa "misericordia" nella risposta imbarazzata dello scriba.

## Insegnamento cristiano della parabola
L'insegnamento della parabola consiste nell'invito ad aiutare il prossimo chiunque esso sia e ad amare anche i propri nemici.

### Gesù e i Samaritani
Al tempo di Gesù, l'ostilità fra giudei e Samaritani è ancora viva, i samaritani vengono considerati scismatici, se non veri e propri pagani. Gesù stesso (Matteo 10,5) proibisce ai suoi discepoli di predicare in città samaritane, trattandole come ostili a priori.
Ma è proprio per questo motivo che Gesù, raccontando la parabola del buon samaritano, sceglie uno di loro come esempio per spiegare l'attenzione che bisogna avere verso il prossimo (Luca 10,25-37), mostrando che è preferibile un "eretico" "senzadio" come un samaritano, ma che si comporta con amore verso il prossimo, di quanto non siano dei sacerdoti e dei leviti, le cui convinzioni siano del tutto ortodosse ma che si comportano senza alcuna carità verso il loro prossimo. Il vero credente, per questa parabola, è chi nelle azioni segue l'esempio di Cristo, e non chi si reca al culto nel tempio più "ortodosso". Gesù attraverso la parabola vuole quindi enfatizzare l'importanza della morale, della compassione e del giusto comportamento da tenere nei confronti degli altri, anteponendo quindi l'amore e l'etica alle formalità e alle differenze religiose, che dopo tutto, almeno in questo caso, non sono così importanti. Resta comunque irrisolta la questione se i briganti, il sacerdote e il levita vadano comunque amati oppure no.
Lo stesso vale per l'episodio della "samaritana al pozzo di Giacobbe" (Giovanni 4), il cui comportamento è ancora più "paradossale" in quanto lei, "miscredente", se non addirittura "pagana", è capace di comprensione di cose che i credenti ortodossi, che pure hanno avuto l'educazione necessaria per comprenderle, non arrivano a capire.
Ancora in Luca 17,11-19, quando Gesù guarisce dieci lebbrosi, uno solo di loro è capace di gratitudine e va da lui a ringraziarlo, ed è un samaritano.
Pare tuttavia evidente che i giudei, anche nel periodo della dominazione romana, continuassero comunque ad avere una certa ostilità nei confronti dei samaritani. Gesù stesso, mentre insegna al tempio, viene accusato dai suoi nemici di essere posseduto dal diavolo e di essere un samaritano (Giovanni 8,48).

## Influenza

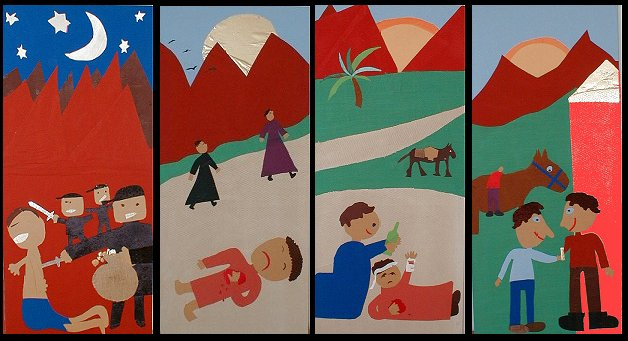
La parabola del buon samaritano illustrata dai bambini.

Questa parabola è una delle più famose del Nuovo Testamento; la sua influenza è tale che, nella cultura occidentale, viene detta buon samaritano la persona generosa pronta a fornire aiuto a chi ne ha bisogno.

## Autenticità
Secondo il Jesus Seminar, questa parabola è da considerarsi un detto autentico di Gesù, con certezza pari all'81%.
Secondo Ed Parish Sanders, teologo ed accademico statunitense, la parabola dimostra in maniera inequivocabile l'etica di Gesù.